# Sclerolobium densiflorum
Sclerolobium densiflorum är en ärtväxtart som beskrevs av George Bentham. Sclerolobium densiflorum ingår i släktet Sclerolobium och familjen ärtväxter. IUCN kategoriserar arten globalt som nära hotad. Inga underarter finns listade i Catalogue of Life.